# Jersey Western Railway
La Jersey Western Railway (o anche Jersey Railway) è stata una linea ferroviaria dell'Isola di Jersey che ha collegato Saint Helier a Saint Aubin e a Corbière, fra il 1870 e il 1936. Durante la seconda guerra mondiale fu ricostruita dall'occupante tedesco per poi essere nuovamente abbandonata. Attualmente (2010) il sedime è stato reimpiegato nel Railway Walk.

## Storia

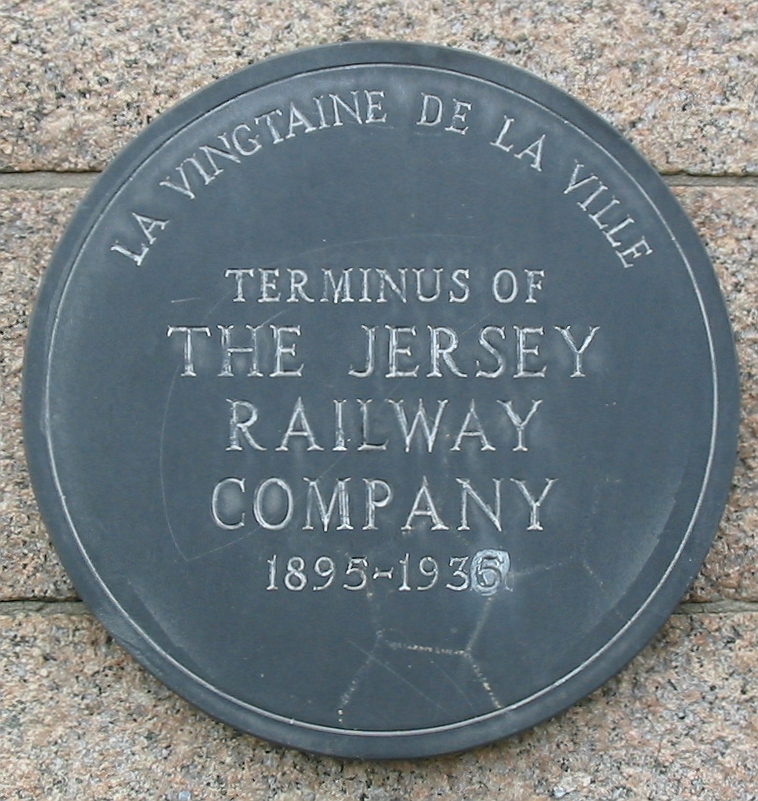
Targa della Jersey Railway Company

Dopo diverse proposte cadute nel nulla, nel 1860 fu rilasciato il permesso di costruire una strada ferrata nel Bailato di Jersey, fra Saint Helier e Saint Aubin. Nel 1869 fu istituita la compagnia che avrebbe esercito la linea, la quale fu inaugurata il 25 ottobre dell'anno successivo.
Nel 1884 fu completata e aperta all'esercizio la prosecuzione tra Saint Aubin e Corbiere, nota anche come sezione La Moye. La nuova linea fu costruita adottando uno scartamento ridotto da 1067 mm diverso da quello in uso per la precedente, il quale era di tipo ordinario da 1435 mm. Fu quindi necessario svolgere ulteriori lavori per poter permettere un esercizio unitario, impiegando lo scartamento ridotto per il resto della linea e solo l'anno seguente vi furono le prime corse di convogli che circolavano su tutta la ferrovia senza effettuare trasbordi.
Negli anni venti del XX secolo, la ferrovia, come la sua consorella Jersey Eastern Railway, entrò in crisi a seguito dell'arrivo sull'isola degli automezzi privati. Nel 1923 fu istituita la Jersey Motor Transport Company che avviò un servizio di trasporto pubblico su gomma per tutta l'isola.
Nel 1936 si verificò l'incendio della stazione di Saint Aubin che distrusse l'edificio e parte del materiale rotabile. L'evento contribuì a rendere inevitabile la chiusura della linea: il 30 settembre circolarono gli ultimi treni.
La linea fu ricostruita dall'esercito occupante tedesco durante la seconda guerra mondiale e abbandonata al termine del conflitto.
Attualmente (2010) il capolinea di Saint Helier è stato convertito nell'Ufficio del Turismo di Jersey, mentre quello di Saint Aubin è diventato sede della parrocchia di Saint Brélade.

## Caratteristiche
La linea era una ferrovia a binario semplice.
Fino al 1884 lo scartamento adottato fu quello ordinario da 1435 mm. La sezione La Moye fu costruita invece a scartamento ridotto da 1067 mm (scartamento del Capo) e la parte originaria fu quindi riconvertita a questa specifica nel 1885.
La trazione fu a vapore. A partire dal 1922 per lo svolgimento del servizio passeggeri furono impiegate anche delle automotrici.

### Percorso
| Unknown route-map component "exKBHFa" |

| Unknown route-map component "exBHF" |

| Unknown route-map component "exHST" |

| Unknown route-map component "exBHF" |

| Unknown route-map component "exHST" |

| Unknown route-map component "exBHF" |

| Unknown route-map component "exBS2+l" | Unknown route-map component "exBS2+r" |

| Unknown route-map component "exSTR" | Unknown route-map component "exBHF" |

| Unknown route-map component "exBS2l" | Unknown route-map component "exBS2r" |

| Unknown route-map component "exHST" |

| Unknown route-map component "exBHF" |

| Unknown route-map component "exHST" |

| Unknown route-map component "exBHF" |

| Unknown route-map component "exBHF" |

| Unknown route-map component "exBS2+l" | Unknown route-map component "exBS2+r" |

| Unknown route-map component "exSTR" | Unknown route-map component "exTUNNEL1" |

| Unknown route-map component "exBS2l" | Unknown route-map component "exBS2r" |

| Unknown route-map component "exBHF" |

| Unknown route-map component "exBHF" |

| Unknown route-map component "exBHF" |

| Unknown route-map component "exBHF" |

| Unknown route-map component "exBHF" |

| Unknown route-map component "exBS2+l" | Unknown route-map component "exBS2+r" |

| Unknown route-map component "exSTR" | Unknown route-map component "exKDSTe" |

| Unknown route-map component "exKBHFe" |

Note

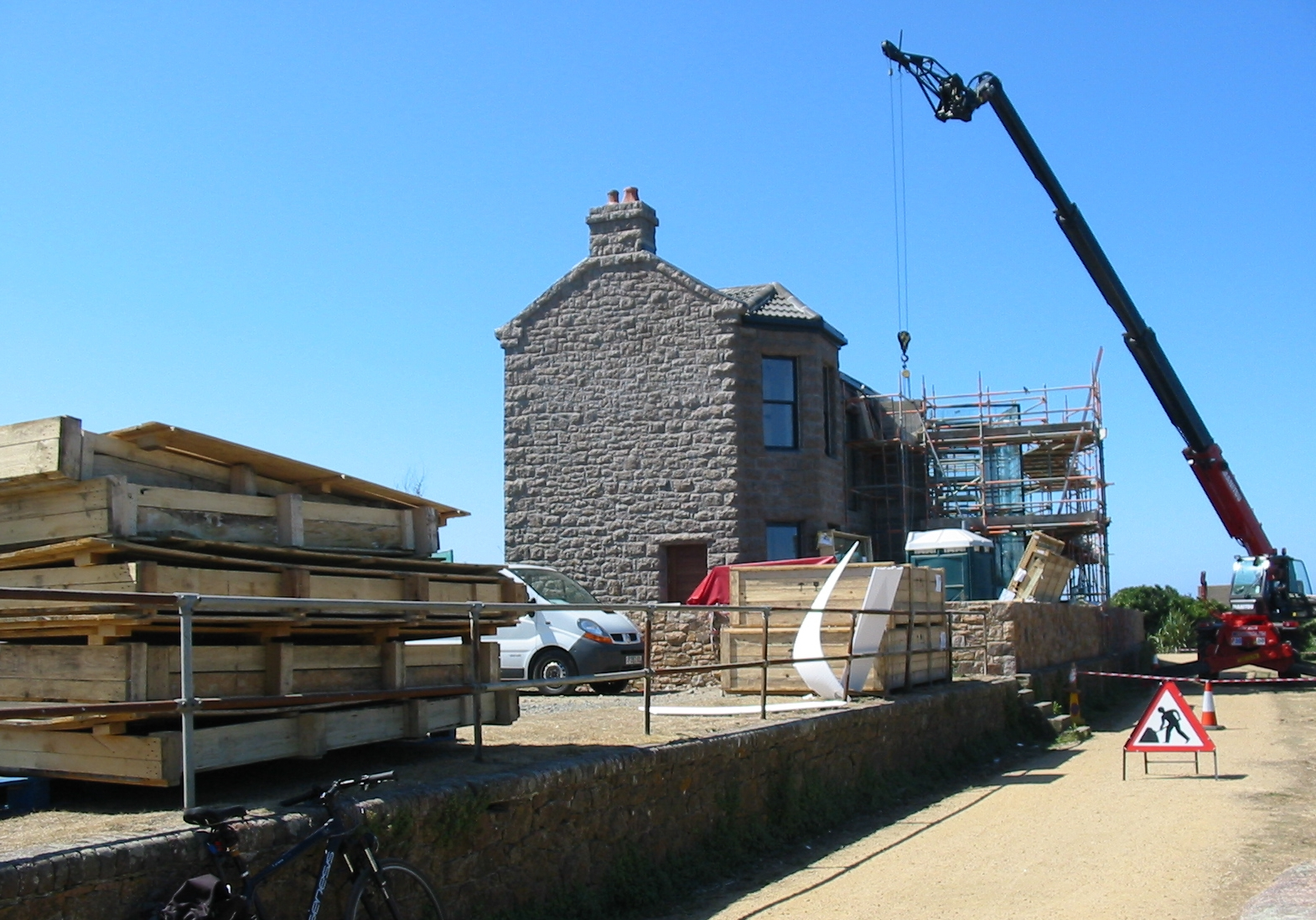
Fabbricato viaggiatori della stazione terminale de La Corbière

- La stazione di Saint Aubin era dotata di un piazzale binari di testa. Faceva eccezione il binario diretto a la Moye e a Corbière che proseguiva affiancando i binari terminali a meridione.
- La breve galleria all'uscita della stazione di Saint Aubin fu costruita in data successiva all'apertura della sezione La Moye.